# Spiroctenus coeruleus
Spiroctenus coeruleus är en spindelart som beskrevs av Lawrence 1952. Spiroctenus coeruleus ingår i släktet Spiroctenus och familjen Nemesiidae. Inga underarter finns listade i Catalogue of Life.